# 니르바토르구

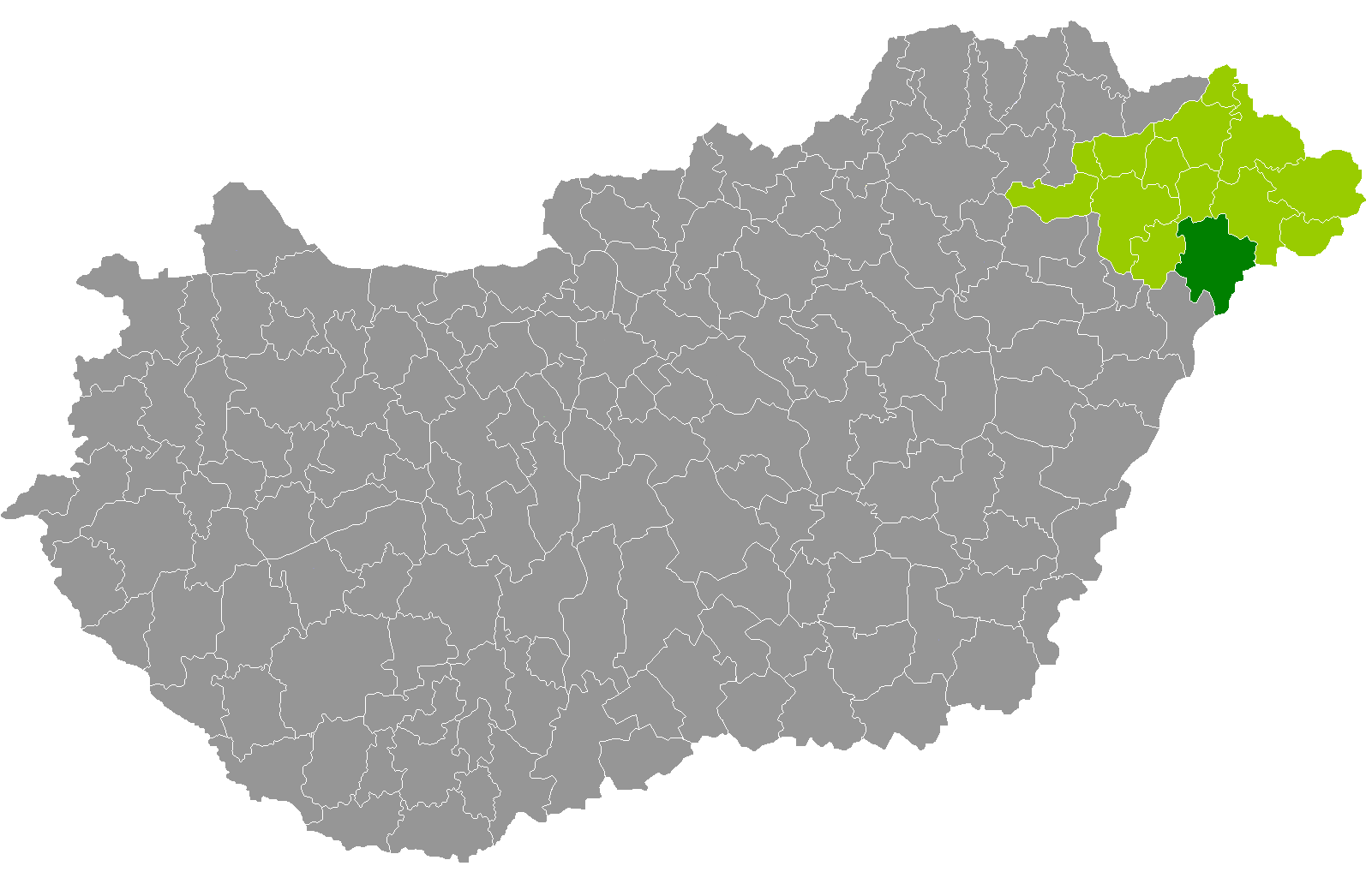
서볼치서트마르베레그주 지도에 표시된 니르바토르구의 위치

니르바토르구(헝가리어: Nyírbátori járás)는 헝가리 서볼치서트마르베레그주에 위치한 구로 구청 소재지는 니르바토르이며 면적은 695.94km2, 인구는 43,040명(2011년 기준), 인구 밀도는 62명/km2이다.
남서쪽으로는 허이두비허르주 니러도니구, 서쪽으로는 너지칼로구, 북쪽으로는 벅털로란트하저구, 마테설커구와 접하며 동쪽과 남쪽으로는 루마니아와 국경을 접한다. 20개 지방 자치체(3개 시, 17개 마을)를 관할한다.

구 문장